# Campodorus riphaeus
Campodorus riphaeus är en stekelart som beskrevs av Dmitriy R. Kasparyan 2005. Campodorus riphaeus ingår i släktet Campodorus och familjen brokparasitsteklar. Inga underarter finns listade.